# کورد میسگائس
کورد میسگائس (آلمانی: Cord Mysegaes؛ زادهٔ ۲۲ مارس ۱۹۶۸) سوارکار اهل آلمان بود.